# Sigo siendo yo
Sigo siendo yo es el álbum de estudio debut del cantante dominicano Héctor Acosta, publicado el 24 de octubre de 2006. El disco incluye los sencillos «Primavera azul» y «Me voy». Una edición especial fue publicada en marzo de 2009 por las discográficas Venevision International Music y Universal Music Latino.

## Lista de canciones
| N.º | Título                            | Duración |  |
| 1.  | «Lo Que Tiene Ella»               | 3:36     |  |
| 2.  | «La Novia»                        | 3:24     |  |
| 3.  | «¿Cómo Me Curo?»                  | 4:00     |  |
| 4.  | «Vive La Vida»                    | 4:20     |  |
| 5.  | «Deguanangue»                     | 4:04     |  |
| 6.  | «Primavera Azul»                  | 4:10     |  |
| 7.  | «Me Voy»                          | 4:01     |  |
| 8.  | «Olvida Corazón»                  | 4:07     |  |
| 9.  | «Soy Yo (La Canción del Elegido)» | 3:47     |  |
| 10. | «Demasiado Mujer»                 | 4:18     |  |

## Listas de éxitos
| Lista (2006)                        | Máxima posición |
| ----------------------------------- | --------------- |
| EE. UU. Tropical Albums (Billboard) | 19              |